# Jordanoleiopus fenestrella
Jordanoleiopus fenestrella är en skalbaggsart som först beskrevs av Karl Jordan 1903.
Jordanoleiopus fenestrella ingår i släktet Jordanoleiopus och familjen långhorningar. Inga underarter finns listade i Catalogue of Life.